# Örgryte IS 2008
Örgryte IS fotbollslag deltog säsongen 2008 i Superettan och Svenska cupen. Säsongen slutade med vinst i serien och därmed uppflyttning till allsvenskan inför nästa säsong.

## Allmän statistik
- Flest allsvenska matcher: Niclas Sjöstedt, 261 st. (1987-2000)
- Flest allsvenska mål: Carl-Erik Holmberg, 193 st.
- Publikrekord: 
  - 52 194 åskådare, allsvenskan mot IFK Göteborg 3 juni 1959 på Nya Ullevi (allsvenskt rekord)
  - 25 490 åskådare i hemmasnitt säsongen 1959 (svenskt rekord)
  - Största allsvenska seger: 11-0 mot IFK Norrköping, 6/4 1928
  - Största allsvenska förlust: 1-7 mot Djurgårdens IF, 26/7 1990

### Allsvenska säsonger
54 st:
- 1995-2006
- 1993
- 1981-1990
- 1975-1976
- 1970-1973
- 1959-1968
- 1924-1940

### Svenska mästare
12 gånger: 1896, 1897, 1898, 1899, 1902, 1904, 1905, 1906, 1907, 1909, 1913 och 1985.

### Allsvenska seriemästare
Ej SM-status.
2 gånger: 1925/1926 och 1927/1928.

### Placering i Allsvenskans maratontabell
8:a.

### Säsonger i näst högsta division
23 st.

## Säsongsstatistik

### Statistik för säsongen 2008
Träningsmatcher inför säsongen 2008

IF Elfsborg - Örgryte IS 0 - 0
Örgryte IS - Västra Frölunda IF 0 - 4
FK Sparta Sarpsborg - Örgryte IS 0 - 0
Örgryte IS - Torslanda IK 0 - 0
Herfølge Boldklubb - Örgryte IS 1 - 1
Örgryte IS - BK Häcken 0 - 1
Örgryte IS - Fløy IL 0 - 1
FC Groningen U23 - Örgryte IS 2 - 0
Örgryte IS - Skärhamns IK 2 - 0
Örgryte IS - Skövde AIK 2 - 1
Sluttabell Superettan 2008
| Pos | Klubb               | S  | V  | O  | F  | GM | IM | MS  | P  |
| --- | ------------------- | -- | -- | -- | -- | -- | -- | --- | -- |
| 1   | Örgryte IS          | 30 | 17 | 6  | 7  | 57 | 32 | 25  | 57 |
| 2   | BK Häcken           | 30 | 15 | 10 | 5  | 58 | 28 | 30  | 55 |
| 3   | IF Brommapojkarna   | 30 | 16 | 6  | 8  | 45 | 29 | 16  | 54 |
| 4   | Assyriska FF        | 30 | 15 | 7  | 8  | 49 | 35 | 14  | 52 |
| 5   | Ängelholms FF       | 30 | 14 | 9  | 7  | 51 | 33 | 18  | 51 |
| 6   | Åtvidabergs FF      | 30 | 14 | 8  | 8  | 43 | 37 | 6   | 50 |
| 7   | Falkenbergs FF      | 30 | 12 | 8  | 10 | 43 | 38 | 5   | 44 |
| 8   | Mjällby AIF         | 30 | 12 | 7  | 11 | 44 | 36 | 8   | 43 |
| 9   | FC Väsby United     | 30 | 11 | 6  | 13 | 38 | 36 | 2   | 39 |
| 10  | Qviding FIF         | 30 | 9  | 11 | 10 | 39 | 41 | -2  | 38 |
| 11  | Landskrona BoIS     | 30 | 10 | 8  | 12 | 36 | 44 | -8  | 38 |
| 12  | IK Sirius           | 30 | 8  | 9  | 13 | 38 | 53 | -15 | 33 |
| 13  | IF Limhamn Bunkeflo | 30 | 5  | 11 | 14 | 26 | 48 | -22 | 26 |
| 14  | Jönköpings Södra IF | 30 | 5  | 11 | 14 | 26 | 50 | -24 | 26 |
| 15  | Enköpings SK        | 30 | 8  | 2  | 20 | 37 | 70 | -33 | 26 |
| 16  | Degerfors IF        | 30 | 5  | 9  | 16 | 27 | 47 | -20 | 24 |

Pos = Position; S = Spelade matcher; V = Vunna matcher; O = Oavgjorda matcher; F = Förlorade matcher;
 GM = Gjorda mål; IM = Insläppta mål; MS = Målskillnad
Matcher i Superettan 2008
| Omg. | Hemmalag            | Bortalag            | Res.  |
| ---- | ------------------- | ------------------- | ----- |
| 1    | Örgryte IS          | IF Limhamn Bunkeflo | 0 - 0 |
| 2    | Ängelholms FF       | Örgryte IS          | 0 - 3 |
| 3    | Åtvidabergs FF      | Örgryte IS          | 1 - 0 |
| 4    | Örgryte IS          | Degerfors IF        | 1 - 0 |
| 5    | Mjällby AIF         | Örgryte IS          | 1 - 1 |
| 6    | Örgryte IS          | Falkenbergs FF      | 3 - 2 |
| 7    | Landskrona BoIS     | Örgryte IS          | 1 - 2 |
| 8    | Örgryte IS          | Assyriska FF        | 0 - 4 |
| 9    | BK Häcken           | Örgryte IS          | 2 - 0 |
| 10   | Örgryte IS          | Qviding FIF         | 3 - 1 |
| 11   | Enköpings SK        | Örgryte IS          | 0 - 5 |
| 12   | Örgryte IS          | IF Brommapojkarna   | 5 - 0 |
| 13   | Väsby United        | Örgryte IS          | 2 - 1 |
| 14   | Örgryte IS          | IK Sirius           | 4 - 1 |
| 15   | Jönköpings Södra IF | Örgryte IS          | 0 - 0 |
| 16   | Örgryte IS          | Jönköpings Södra IF | 1 - 0 |
| 17   | IF Limhamn Bunkeflo | Örgryte IS          | 2 - 3 |
| 18   | Örgryte IS          | Ängelholms FF       | 2 - 1 |
| 19   | Örgryte IS          | Åtvidabergs FF      | 2 - 2 |
| 20   | Degerfors IF        | Örgryte IS          | 1 - 3 |
| 21   | Örgryte IS          | Mjällby AIF         | 2 - 0 |
| 22   | Falkenbergs FF      | Örgryte IS          | 1 - 2 |
| 23   | Örgryte IS          | Landskrona BoIS     | 0 - 2 |
| 24   | Assyriska FF        | Örgryte IS          | 0 - 1 |
| 25   | Örgryte IS          | BK Häcken           | 1 - 1 |
| 26   | Qviding FIF         | Örgryte IS          | 2 - 0 |
| 27   | Örgryte IS          | Enköpings SK        | 4 - 2 |
| 28   | IF Brommapojkarna   | Örgryte IS          | 1 - 0 |
| 29   | Örgryte IS          | Väsby United        | 3 - 0 |
| 30   | IK Sirius           | Örgryte IS          | 2 - 2 |

 Intern skytteliga
| Spelare             | Mål | Mål per match |
| ------------------- | --- | ------------- |
| Björn Anklev        | 11  | 0,38          |
| Alexander Mellqvist | 8   | 0,35          |
| Pavel Zavadil       | 7   | 0,27          |
| Boyd Mwila          | 6   | 0,22          |
| Marcus Allbäck      | 5   | 0,42          |
| Tommy von Brömsen   | 2   | 0,13          |
| Mentor Zhubi        | 2   | 0,13          |
| Magnus Källander    | 2   | 0,07          |
| Patrik Elmander     | 2   | 0,09          |
| Marcus Dahlin       | 2   | 0,15          |
| Dennis Jonsson      | 2   | 0,07          |
| Cristofer Bengtsson | 1   | 0,03          |
| Anton Holmberg      | 1   | 0,11          |
| Anders Prytz        | 1   | 0,03          |
| Martin Dohlsten     | 1   | 0,05          |
| Christian Lindström | 1   | 0,06          |
| Markus Gustafsson   | 1   | 0,08          |
| Robin Jonsson       | 1   | 0,1           |

 Intern assistliga
| Spelare              | Assists | Assists per match |
| -------------------- | ------- | ----------------- |
| Pavel Zavadil        | 17      | 0,65              |
| Boyd Mwila           | 5       | 0,19              |
| Anders Prytz         | 4       | 0,14              |
| Björn Anklev         | 3       | 0,1               |
| Marcus Allbäck       | 3       | 0,25              |
| Mentor Zhubi         | 2       | 0,13              |
| Dennis Jonsson       | 1       | 0,04              |
| Christofer Bengtsson | 1       | 0,03              |
| Martin Dohlsten      | 1       | 0,05              |
| Christian Lindström  | 1       | 0,06              |
| Markus Gustafsson    | 1       | 0,08              |

 Intern poängliga
| Spelare             | Poäng | Poäng per match |
| ------------------- | ----- | --------------- |
| Pavel Zavadil       | 24    | 0,92            |
| Björn Anklev        | 14    | 0,48            |
| Boyd Mwila          | 11    | 0,41            |
| Alexander Mellqvist | 8     | 0,35            |
| Marcus Allbäck      | 8     | 0,67            |
| Anders Prytz        | 5     | 0,17            |
| Mentor Zhubi        | 4     | 0,25            |
| Dennis Jonsson      | 3     | 0,11            |
| Tommy von Brömsen   | 2     | 0,13            |
| Magnus Källander    | 2     | 0,07            |
| Patrik Elmander     | 2     | 0,09            |
| Marcus Dahlin       | 2     | 0,15            |
| Cristofer Bengtsson | 2     | 0,07            |
| Martin Dohlsten     | 2     | 0,09            |
| Christian Lindström | 2     | 0,12            |
| Markus Gustafsson   | 2     | 0,17            |
| Anton Holmberg      | 1     | 0,11            |
| Robin Jonsson       | 1     | 0,1             |

 Antal matcher
| Spelare              | Matcher |
| -------------------- | ------- |
| Christofer Bengtsson | 30      |
| Björn Anklev         | 29      |
| Anders Prytz         | 29      |
| Dennis Jonsson       | 28      |
| Boyd Mwila           | 27      |
| Magnus Källander     | 27      |
| Pavel Zavadil        | 26      |
| Alexander Mellqvist  | 23      |
| Patrik Elmander      | 22      |
| Martin Dohlsten      | 22      |
| Christian Lindström  | 17      |
| Dick Last            | 17      |
| Mentor Zhubi         | 16      |
| Tommy von Brömsen    | 15      |
| Peter Abrahamsson    | 15      |
| Marcus Dahlin        | 13      |
| Marcus Allbäck       | 12      |
| Marcus Gustafsson    | 12      |
| Robin Jonsson        | 10      |
| Anton Holmberg       | 9       |
| Simon Chekroun       | 2       |
| Erik Lindström       | 1       |
| Seif Kadhim          | 1       |

 Antal varningar
| Spelare              | Varningar | Varningar per match |
| -------------------- | --------- | ------------------- |
| Magnus Källander     | 8         | 0,3                 |
| Pavel Zavadil        | 6         | 0,23                |
| Martin Dohlsten      | 6         | 0,27                |
| Björn Anklev         | 5         | 0,17                |
| Boyd Mwila           | 5         | 0,19                |
| Marcus Dahlin        | 5         | 0,38                |
| Alexander Mellqvist  | 2         | 0,09                |
| Marcus Allbäck       | 2         | 0,17                |
| Dennis Jonsson       | 2         | 0,07                |
| Christofer Bengtsson | 2         | 0,07                |
| Anders Prytz         | 2         | 0,07                |
| Patrik Elmander      | 1         | 0,05                |
| Tommy von Brömsen    | 1         | 0,07                |
| Anton Holmberg       | 1         | 0,11                |
| Robin Jonsson        | 1         | 0,1                 |

 Antal utvisningar
| Spelare        | Utvisningar | Utvisningar per match |
| -------------- | ----------- | --------------------- |
| Marcus Allbäck | 1           | 0,08                  |

 Intern busliga*
| Spelare              | "Buspoäng" | "Buspoäng" per match |
| -------------------- | ---------- | -------------------- |
| Magnus Källander     | 8          | 0,3                  |
| Pavel Zavadil        | 6          | 0,23                 |
| Martin Dohlsten      | 6          | 0,27                 |
| Björn Anklev         | 5          | 0,17                 |
| Boyd Mwila           | 5          | 0,19                 |
| Marcus Dahlin        | 5          | 0,38                 |
| Marcus Allbäck       | 4          | 0,33                 |
| Alexander Mellqvist  | 2          | 0,09                 |
| Dennis Jonsson       | 2          | 0,07                 |
| Christofer Bengtsson | 2          | 0,07                 |
| Anders Prytz         | 2          | 0,07                 |
| Patrik Elmander      | 1          | 0,05                 |
| Tommy von Brömsen    | 1          | 0,07                 |
| Anton Holmberg       | 1          | 0,11                 |
| Robin Jonsson        | 1          | 0,1                  |

*Utvisningar ger 2 "buspoäng", varningar ger 1 "buspoäng"